# Helene Moszkiewiez
Hélène Moszkiewiez (ur. 24 grudnia 1920 w Brukseli, zm. 18 czerwca 1998) – belgijska Żydówka, która w czasie II wojny światowej przez dwa lata pracowała w brukselskiej siedzibie Gestapo, skąd przekazywała tajne informacje belgijskiemu ruchowi oporu.

## Życiorys
Moszkiewiez urodziła się w rodzinie żydowskiego krawca. Jesienią 1940 Moszkiewiez, wówczas 19-latka, planowała wstąpić na uniwersytet, jednak już wiosną Niemcy zajęły Belgię i rozpoczęły jej okupację. Wkrótce potem spotkała dawnego znajomego z czasów przedwojennych, ubranego w niemiecki mundur wojskowy. Okazało się, że pracuje on dla belgijskiego ruchu oporu. Złożył jej propozycję współpracy, którą przyjęła.
Gdy jej rodzina została aresztowana przez Niemców i przeznaczona do wywózki do obozów zagłady, pod przybraną tożsamością zgłosiła się do pracy w brukselskiej siedzibie Gestapo. Dzięki tzw. aryjskiemu wyglądowi oraz doskonałej znajomości niemieckiego udało jej się ukryć prawdziwą tożsamość.  Przez kilka lat przekazywała ruchowi oporu m.in. listy Żydów przeznaczonych do wywózki.
W 1985 roku pod swoim panieńskim nazwiskiem opublikowała w Kanadzie tom wspomnień wojennych Inside the Gestapo: A Jewish Woman’s Secret War (Wewnątrz Gestapo: tajna wojna Żydówki). Wspomnienia ukazały się następnie m.in. w Wielkiej Brytanii, Stanach Zjednoczonych i wielu innych krajach świata. Jak przyznała w jednym z wywiadów, mimo upływu trzech dekad od końca wojny i tysięcy kilometrów dzielących jej kanadyjski dom od Brukseli, wciąż obawiała się o własne życie i nie chciała podać do publicznej wiadomości ani własnego wizerunku, ani aktualnego nazwiska.
W 1991 roku na podstawie wojennych losów Moszkiewiez powstał brytyjsko-francuski fabularyzowany film telewizyjny Kobieta na wojnie, z Marthą Plimpton w roli głównej. Film kręcono głównie we Wrocławiu, a większość ról drugoplanowych obsadzili polscy aktorzy.